# Dynastie Crisis
Dynastie Crisis est un groupe de rock français. Ce groupe marquera la pop et le rock français à l'aube des années 1970 par quelques succès d'estime tels Vivre libre ou Faust72, ainsi que d'une chanson, Le Corbeau et le renard. Dynastie Crisis est également associé aux tournées 1972-1973 de Michel Polnareff,, considéré par la presse comme le backing band de l'artiste.

## Biographie
Durant ses cinq ans d'existence, le groupe est composé de Jacques Mercier (ex Jelly Roll, Turnips, Rockers) (chant, guitare), Jacky Chalard (ex Mayfair Group) (basse) — compositeur de l'album concept Je suis vivant, mais j'ai peur sur un texte de Gilbert Deflez —, Philippe Lhommet (ex Rotomagus) (claviers) et Geza Fenzl (ex Turnips, Rockers) (batterie). Formé en 1969 le groupe a d'abord accompagné Freddie Meyer sous le nom The Soul Company de 1968 à 1969. C'est l’ex-chanteur des Pingouins, Thierry Vincent et le journaliste Pierre Lescure, qui produiront en 1970 le premier album du groupe chanté en français et en anglais.
En 1972, le groupe sort un deuxième album qui n'atteint pas le succès commercial escompté. Leur label, EMI, leur demande de reprendre le morceau Jezahel, popularisé à l'époque par Nicoletta. Cette reprise est un véritable succès qui se vend à 23 000 exemplaires. La même année, le groupe participe à la tournée Polnarevolution de Michel Polnareff, et assure aussi ses premières parties à l'Olympia entre le 6 et le 22 octobre 1972. Cette tournée est publiée en album live, mais sur la pochette aucun crédit n'est attribué au groupe.
En 1973, le groupe revient aux côtés de Polnareff pour sa tournée Polnarêve à L'Olympia, puis outre-mer sur l'Île de la Réunion et l'Île Maurice. Entre-temps, le groupe enregistre un nouvel album, à Boulogne-Billancourt, mais ne parvient pas à reproduire le son live. Polnareff ayant quitté le territoire pour fuir le fisc, Dynastie Crisis se retrouve subitement sans activité. Le groupe se sépare en 1974 après un dernier 45 tours, intitulé J'ai brisé la chaîne, sous le simple nom de Dynastie, avec Celmar Engel (ex Omega Plus) à la batterie. Jacques Mercier (le seul à avoir le crâne rasé), Philippe Lhommet et Jacky Chalard continueront chacun une carrière en solo.
En 2004, leur morceau Faust72 fait partie de la BO du film Ocean's 12.

## Discographie

### 45 tours
- 1969 : Everything-Everybody-Everywhere (Jacques Mercier) / Can We Go? (Jacques Mercier) (Somethin’ Else 6009.003)
- 1970 : Et Voici l'histoire de Yann Le Dantec (Michel Renard - Philippe Lhommet) / Les Promesses n'ont pas d'ailes (Michel Renard - Philippe Lhommet) (Pyral / Stereophonic) maquette
- 1970 : The Man Dies (Philippe Lhommet - Jacques Mercier) / To Find (Philippe Lhommet - Jacques Mercier) (EMI Columbia 3C006-91507) pressage italien
- 1970 : Litanie pour la fin d’un jour (Michel Renard - Philippe Lhommet) / Les Promesses n’ont pas d’ailes (Michel Renard - Philippe Lhommet) (Somethin’ Else 336.293 BF)
- 1970 : Et voici l'histoire de Yann le Dantec (Michel Renard - Philippe Lhommet) / Litanie pour la fin d’un jour (Michel Renard - Philippe Lhommet) (Somethin’ Else 6061.025)
- 1970 : Le Corbeau et le renard (Jacques Mercier - Philippe Lhommet) / J’ai mal (Philippe Lhommet - Serge Koolenn) (Somethin’ Else 6061 032)
- 1971 : Chante, fais ce qui te plait (Jacky Chalard - Philippe Lhommet) / La fleur du mal (Laurence Matalon - Philippe Lhommet) (EMI Pathé 2C006-11850)
- 1972 : Jesahel (Fossati - Prudente - Hervel - Vallet) / Le monde éclate (Jacky Chalard - Jacques Mercier) (EMI Pathé 2C006-11982)
- 1972 : Faust 72 (Geza Fenzl - Jacky Chalard) / Vivre libre (Geza Fenzl - Jacky Chalard) (EMI Pathé 2C006.12216)
- 1972 : Rock n' roll dans la rue (Jacky Chalard - Geza Fenzl) / Réveille toi (Jacques Mercier - Geza Fenzl) (EMI Pathé 2C006-12325)
- 1973 : Chicago (Jacky Chalard - Philippe Lhommet) / Le Fantôme (Genza Fenzl - Jacky Chalard) (Pathé Harvest JBHAR 600.138) édition limitée promo jukebox
- 1973 : Schizomania (Chalard - Fenzl - Lhommet - Mercier) / Je suis l'homme (Chalard - Fenzl - Lhommet - Mercier) (EMI Pathé 2C006-12422)
- 1974 : J'ai brisé la chaîne (Jacky Chalard - Jacques Mercier) / Luciana (Jacky Chalard - Marcel Engel) (EMI Pathé 2C008-12905) publié sous le nom de Dynastie avec Marcel Engel à la batterie

### 33 tours
- 1970 : Dynastie Crisis : Sed Libera Nos A Malo - Ouverture (P. Lhommet) / Litanie Pour La Fin D'Un Jour (M. Renard - P. Lhommet) / Everything-Everybody-Everywhere (J. Mercier) / The Man Dies (J. Mercier - P. Lhommet) / Can We Go? (J. Mercier) / Et Voici L'Histoire De Yann Le Dantec (M. Renard - P. Lhommet) / To Find (J. Mercier - P. Lhommet) / Les Promesses N'Ont Pas D'Ailes (M. Renard - P. Lhommet) / Sed Libera Nos A Malo - Epilogue (P. Lhommet) (Somethin' Else 849.522 BY)
- 1972 : Dynastie Crisis : Ère Lumière (G. Fenzl - J. Chalard) / Samourai (J. Chalard - P. Lhommet) / Chicago (J. Chalard - P. Lhommet) / Merci Mr Chapman (J. Chalard - J. Mercier) / Chante, Fais Ce Qui Te Plaît (J. Chalard - P. Lhommet) / Le Fantôme (G. Fenzl - J. Chalard) / Faust 72 (G. Fenzl - J. Chalard) / Quatre Heures De L'après-Midi - Suite : Bleu, Vert, Rouge, Violet, Orange (J. Chalard - G. Fenzl - P. Lhommet - J. Mercier) / Répétition : Johnny B. Goode (Chuck Berry) (EMI Pathé Harvest 2C062-12.363)
- 1973 : Dynastie Crisis : Le Corbeau Et Le Renard (J. Mercier - P. Lhommet) / Litanie Pour La Fin D'Un Jour (M. Renard - P. Lhommet) / Everything-Everybody-Everywhere (J. Mercier) / The Man Dies (J. Mercier - P. Lhommet) / Can We Go? (J. Mercier) / Et Voici L'Histoire De Yann Le Dantec (M. Renard - P. Lhommet) / To Find (J. Mercier - P. Lhommet) / Les Promesses N'Ont Pas D'Ailes (M. Renard - P. Lhommet) / J'ai Mal (P. Lhommet - S. Koolenn) (Motors – MT 4021 Collection Formule 1)
- 1973 : Dynastie Crisis First : La Fleur Du Mal (L. Matalon - P. Lhommet) / Samourai (J. Chalard - P. Lhommet) / Chicago (J. Chalard - P. Lhommet) / Merci Mr Chapman (J. Chalard - J. Mercier) / Chante, Fais Ce Qui Te Plaît (J. Chalard - P. Lhommet) / Le Fantôme (G. Fenzl - J. Chalard) / Faust 72 (G. Fenzl - J. Chalard) / Quatre Heures De L'après-Midi - Suite : Bleu, Vert, Rouge, Violet, Orange (J. Chalard - G. Fenzl - P. Lhommet - J. Mercier) / Répétition : Johnny B. Goode (Chuck Berry) / Vivre Libre (J. Chalard - G. Fenzl) (Odeon – EOP-80754) pressage japonais
- 2012 : Live Au Golf Drouot : Let's The Sun Rise (J. Mercier - J. Chalard) / Chante Fais Ce Qui Te Plait (P. Lhommet - J. Chalard) / Vivre Libre (J. Chalard - G. Fenzl) / Somethin' Else (Eddie Cochran - Jerry Capehart) / Johnny Be Good (C. Berry) / Bye Bye Bird (Sonny Boy Williamson II - Luther Dixon) / D.Nasty (J. Mercier - J. Chalard - P. Lhommet) / Faust 72 (G. Fenzl - J. Chalard) (Big Beat Records BR226) concert de novembre 1972 enregistré dans les studios de la radio RTL pour l'émission de Jean-Bernard Hebey Studio 22 ... mais pas au Golf Drouot !

### CDs
- 1991 : Faust 72 : Faust 72 / Vivre Libre / Chante Fais Ce Qui Te Plait / Rock N' Roll Dans La Rue / Samourai / Ere Lumière / Chicago / Merci Monsieur Chapman / Le Fantôme / J'Ai Brisé La Chaine / Luciana / Le Monde Eclate / Réveille Toi / Jesahel / La Fleur Du Mal / Quatre Heures De L'Après Midi (Suite) / Johnny B. Goode (Répétition / Je Suis L'Homme / Schizomania (Musidisc 108402)
- 2001 : Faust 72 + Live Tokyo Budokan :
  - Faust 72 : Faust 72 / Vivre Libre / Chante Fais Ce Qui Te Plait / Rock N' Roll Dans La Rue / Samourai / Ere Lumière / Chicago / Merci Monsieur Chapman / Le Fantôme / J'Ai Brisé La Chaine / Luciana / Le Monde Eclate / Réveille Toi / Jesahel / La Fleur Du Mal / Quatre Heures De L'Après Midi (Suite) / Johnny B. Goode (Répétition) / Je Suis l'Homme / Schizomania
  - Live Tokyo Budokan : D. Nasty (P Lhommet - J Chalard - J Mercier) / Je suis l'homme (G Fenzl - J Chalard) / La Fleur du mal (L. Matalon - P. Lhommet) / Réveille Toi (J. Mercier - G. Fenzl) / Amsterdam (Jacques Brel) / Faust 72 (J. Chalard - G. Fenzl) / D. Nasty (Final) (P Lhommet - J Chalard - J Mercier) / Le Corbeau Et Le Renard (J Mercier - P Lhommet) (Big Beat Records BBR 00068)
- 2012 : Live Au Golf Drouot : Let's The Sun Rise (J. Mercier - J. Chalard) / Chante Fais Ce Qui Te Plait (P. Lhommet - J. Chalard) / Vivre Libre (J. Chalard - G. Fenzl) / Somethin' Else (Eddie Cochran - Jerry Capehart) / Johnny Be Good (C. Berry) / Bye Bye Bird (Sonny Boy Williamson II - Luther Dixon) / D.Nasty (J. Mercier - J. Chalard - P. Lhommet) / Faust 72 (G. Fenzl - J. Chalard) / Quatre Heures De L'Après Midi (Suite) (J. Chalard - G. Fenzl - P. Lhommet - J. Mercier) (Big Beat Records JCMD 47) concert de novembre 1972 enregistré dans les studios de la radio RTL pour l'émission de Jean-Bernard Hebey Studio 22 ... mais pas au Golf Drouot !

### Accompagnateurs
- 1969 : Freddy Meyer : Isn't It Wonderful? (Freddy Meyer - Philippe Lhommet) / Love Me (Freddy Meyer - Philippe Lhommet) 45 tours Bardot-Barclay 642002
- 1972 : Mickey Bronx : Many Things To Do / I Look For Joan 45 tours Polydor 2056 147
- 1972 : Mickey Bronx : Couldn't Find a Way / Sweet Talkin' Guy 45 tours Polydor 2056 176
- 1972 : Michel Polnareff : Polnareff à Tokio : Le Bal des Laze / Hey You Woman / Tous les bateaux, tous les oiseaux / Je cherche un job / Qui a tué grand' maman? / Ça n'arrive qu'aux autres / Tout tout pour ma chérie / Holidays	/ La Trompette / Love Me, Please Love Me / Great Balls of Fire / Jenny Jenny 33 tours Epic – ECPN-18
- 1972 : Michel Polnareff : Polnarevolution Live At Olympia : Le Bal Des Laze / Tous Les Bateaux, Tous Les Oiseaux / Je Cherche Un Job / Qui A Tué Grand Maman? / La Mouche / Ame Caline / Dans La Maison Vide / Ca N'Arrive Qu'Aux Autres / Gloria / On Ira Tous Au Paradis / La Trompette / Love Me Please Love Me / Boogie Woogie 33 tours Disc'AZ – STEC LP 136
- 1972 : Emily Bindiger : Emily : Confession / Sunflower Seeds / Jesus Said / My Mother's House / Song For Steven / Born Again / Song Of Decision / Old Lace (To John) 33 tours Pathé EMI – 2C 064-11896
- 1974 : Gilbert Deflez : Je suis vivant, mais j'ai peur : L'agonie / L'interrogatoire / Interligne 1 / La Collecte Des Cœurs / Interligne 2 / Le Perroquet / Si Je T'offrais Une Branche D'Amour? (La Mandragore) (Gilbert Deflez - Jacques Mercier) / Les Scandales / Interligne 3 / Pollution / Interligne 4 / Après L'Apocalypse (Tous les autres titres sont signés Gilbert Deflez et Jacky Chalard) 33 tours Pathé – 2C 066-12970
- 2010 : Gilbert Deflez : Je suis vivant, mais j'ai peur : Réédition avec titres bonus : L'Agonie (Instrumental) / Corto Maltese / Corto Maltese (Instrumental) / Super Man - Super Cool (LP Version) CD Finders Keepers Records – FKR034CD